# Giambattista della Porta
Giovanni Battista della Porta (také John Baptist Porta) (1535 Vico Equense, Itálie – 4. února 1615, Neapol, Itálie) byl italský učenec, vědec a dramatik, který žil v Neapoli v době Vědecké revoluce a reformace. Většinu svého života strávil jako vědec. Těžil z neformálního vzdělávání lektorů a návštěv od renomovaných učenců. Jeho nejslavnější dílo, poprvé publikováno v roce 1558, se nazývalo Magiae Naturalis (Přírodní magie). V této knize se zabývá různými předměty, které vyšetřoval, včetně studií okultní filozofie, astrologie, alchymie, matematiky, meteorologie a přírodní filozofie. Byl také označován jako profesor tajemství.
Ve svém díle Magia Naturalis zveřejnil ucelený popis camery obscury. Pro obveselení promítal svým hostům obrazy herců na stěnu s takovým úspěchem, že ho inkvizice málem dostala na hranici.